# Antiphula semifulva
Antiphula semifulva es un coleóptero de la familia Chrysomelidae.
Fue descrita científicamente por primera vez en 1892 por Martin Jacoby.